# SPC25
SPC25 (англ. SPC25, NDC80 kinetochore complex component) – білок, який кодується однойменним геном, розташованим у людей на 2-й хромосомі. Довжина поліпептидного ланцюга білка становить 224 амінокислот, а молекулярна маса — 26 153.
| 10         |  | 20         |  | 30         |  | 40         |  | 50         |
| ---------- |  | ---------- |  | ---------- |  | ---------- |  | ---------- |
| MVEDELALFD |  | KSINEFWNKF |  | KSTDTSCQMA |  | GLRDTYKDSI |  | KAFAEKLSVK |
| LKEEERMVEM |  | FLEYQNQISR |  | QNKLIQEKKD |  | NLLKLIAEVK |  | GKKQELEVLT |
| ANIQDLKEEY |  | SRKKETISTA |  | NKANAERLKR |  | LQKSADLYKD |  | RLGLEIRKIY |
| GEKLQFIFTN |  | IDPKNPESPF |  | MFSLHLNEAR |  | DYEVSDSAPH |  | LEGLAEFQEN |
| VRKTNNFSAF |  | LANVRKAFTA |  | TVYN       |  |            |  |            |

A: Аланін

C: Цистеїн

D: Аспарагінова кислота

E: Глутамінова кислота

F: Фенілаланін

G: Гліцин

H: Гістидин

I: Ізолейцин

K: Лізин

L: Лейцин

M: Метіонін

N: Аспарагін

P: Пролін

Q: Глутамін

R: Аргінін

S: Серин

T: Треонін

V: Валін

W: Триптофан

Кодований геном білок за функцією належить до фосфопротеїнів. 
Задіяний у таких біологічних процесах, як клітинний цикл, поділ клітини, мітоз. 
Локалізований у ядрі, хромосомах, центромерах, кінетохорі.